# Нанн, Глинис
Глинис Нанн (в девичестве Сондерс; англ. Glynis Leanne Nunn (Saunders-, -Cearns); род. 4 декабря 1960, Тувумба, Квинсленд) — австралийская легкоатлетка (многоборье, барьерный бег), чемпионка и призёр Игр Содружества, чемпионка летних Олимпийских игр 1984 года в Лос-Анджелесе, олимпийская рекордсменка.

## Биография
Начала заниматься лёгкой атлетикой в девять лет. В 1975 год на чемпионате средних школ штата Квинсленд она выиграла шесть видов. Была включена в команду Австралии по пятиборью для участия в Играх Содружества 1978 года, но в ходе соревнований получила травму и вынуждена была прекратить борьбу. В 1981 году победила в пятиборье на Играх Тихоокеанской конференции. На следующий год она стала чемпионкой Игр Содружества в Брисбене. На чемпионате мира по лёгкой атлетике 1983 года в Хельсинки Нанн заняла 7-е место.
На Олимпиаде в Лос-Анджелесе Нанн выступала в беге на 100 метров с барьерами, прыжках в длину и семиборье. В первом виде она пробилась в финал, где заняла 5-е место с результатом 13,20 с. В прыжках в длину Нанн заняла 7-е место, прыгнув на 6,53 м. В семиборье Нанн набрала 6390 очков (олимпийский рекорд) и завоевала золотую медаль, опередив американку Джекки Джойнер (6385) и представительницу ФРГ Сабину Эвертс (6363). После Олимпиады Нанн была названа австралийской спортсменкой года.
В 1982—1986 годах Нанн становилась чемпионкой Австралии в беге на 100 метров, в 1978 и 1980 годах она была чемпионкой в пятиборье, а в 1981, 1982 и 1984 годах — в семиборье. После Олимпиады Нанн сконцентрировалась на беге на 100 м с барьерами. Но из-за травм её дальнейшая карьера была не очень удачной. Из крупных достижений в её дальнейшей карьере была лишь бронза в барьерном беге на 100 метров на Играх Содружества 1986 года в Эдинбурге.
В 1990 год она оставила большой спорт и перешла на тренерскую работу. Она отбирала членов юношеских и взрослых сборных команд Австралии, была членом комитета по управлению лёгкой атлетикой.